# Centură fotonică
Centura fotonică sau centura de fotoni este o credință pseudo-științifică care postulează că o centură sau un inel de fotoni va învălui planeta Pământ, provocând un cataclism (general) și/sau o tranziție spirituală (tranziție denumită variat ca „schimbarea conștiinței”, „Marea Schimbare/Trecere”, „Shift of the Ages”, „Punctul zero” sau „Punctul de Înălțare”). Perioada de după această „schimbare/trecere” este numită „accelerată” - „The Quickening”. Conceptul de centură fotonică are, de asemenea, legătură cu diferite fenomene inclusiv credința în inteligența extraterestră și fenomenul 2012. 
Termenul de centură fotonică în mare măsură este legat de unele părți ale mișcării New Age.
Cele mai multe convingeri despre acestă centură fotonică spun/cred că o imensă centură de fotoni există și orbitează în jurul Pleiadelor, un roi stelar care se află la 440 ani lumină și conține 500 de stele. În conformitate cu unele convingeri New Age, Pământul va trece prin acestă centură de fotoni, ceea ce va duce fie la „înălțarea” umanității pe un plan superior al existenței, fie va duce la sfârșitul lumii, sau amândouă.
Autorii Virginia Essene (n. 1928) și Sheldon Nidle (n. 1946) scriu că centura de fotoni reprezintă o fereastră temporară pentru tranziția spirituală în timpul căreia timpul uman poate ajunge la un nivel mai ridicat al existenței, denumit nivel „galactic”.
Conceptul de „centură fotonică” a fost prima oară folosit în 1950 de către Paul Otto Hessa (d. 1958) în lucrarea sa Der Jüngste Tag (cu sensul de Ultima zi).  Acest concept a fost repetat și de Samael Aun Weor într-o prelegere pe care a ținut-o în 1977, intitulată „Inelele din Alcyone” și în august 1981, când a fost publicat un articol pe această temă intitulat „And So Tomorrow” de către Shirley Kemp în Australian International UFO Flying Saucer Research Magazine.

## Istoria
Aproximativ cu 200 de ani în urmă Sir Edmond Halley a descoperit o anomalie în spațiul din jurul Pleiadelor. O sută de ani mai târziu, Friedrich Wilhelm Bessel a confirmat concluziile lui Halley. În 1961, Paul Otto Hesse a definit și măsurat această anomalie. Acesta este un inel de energie de dimensiuni incredibile, de 760 de mii de miliarde km lățime, și este pe cale să intersecteze Pământul în curând. Hesse calculează că acest inel face parte dintr-un ciclu de 25.000 de ani prin care sistemul nostru solar trece.

### Texte originale
Inginerul german și esoteric Paul Otto Hesse (d. 30 decembrie 1958) a descris convingerile sale privind centura fotonică și impactul acesteia asupra umanității și planetei Pământ în cartea sa Der Jüngste Tag (prima ediție, 1950) (română: Ultima Zi). Conceptul de centura fotonică a fost dezvoltat în continuare de Samael Aun Weor (Víctor Manuel Gómez Rodríguez) (1917–1977) în prelegerea sa "The Rings of Alcyone (1977) (titlu original: "Conferencia Sobre Alcione").
În prelegerea sa "The Rings of Alcyone" Weor spune următoarele (citând pe Paul Otto Hesse):
„În cazul în care Pământul intră primul [în centura fotonică], totul va arăta ca o mare vâlvătaie, ca un fel de focuri de artificii picturale. Dar dacă Soarele intră primul în [centura fotonică], potrivit calculelor care au fost făcute, o radiație va interfera cu razele solare și din acest motiv ar fi un întuneric de 110 ore, după care totul va reveni la normal și, spre deosebire de primul caz, în care totul ar arata ca o mare vâlvătaie, în al doilea caz întunericul ar înconjura Pământul. Dar nu va fi cu adevărat întuneric pentru că totul va fi presărat cu lumini; pentru a vă face o ideea despre a acest lucru imaginați-vă o ploaie de stele la suprafața Pământului. După aceea totul ar reveni la normal.  În orice caz, Pământul nostru, după ce va intra adânc în inelele de fotoni ale stelei Alcyone, va fi supus la un tip de radiații foarte speciale. Moleculele, acestea fiind de fier, fosfor, calciu, cupru, azot, carbon, amidon, etc., se pare că vor fi modificate complet datorită acestei radiații.  Acest lucru înseamnă că veți vedea o schimbare a materiei.”
Weor se referă la centura fotonică ca la „inelele lui Alcyone” (sau "inelele Alcyone").  Weor susține că „Alcyone este soarele principal din Pleiade și în jurul său se rotesc alți șapte sori, Soarele nostru fiind una dintre cele șapte stele care se rotesc în jurul stelei Alcyone”. Potrivit lui Weor, Alcyone are inele de „radiații” cauzate de „divizarea electronilor”. Weor se referă la această „radiație” ca fiind „manasică” (termenul provine din sanscrită, în care cuvântul „manas” are sensul de „minte”) și indică faptul că aceasta „într-un fel se referă la [distincția dintre] manas (minte) inferioară și manas (minte) superioară (sau Sinele Superior)”. Weor pretinde că „electronii din inelele lui Alcyone emit un tip necunoscut de energie”. 
În altă parte, în prelegerea sa „inelele lui Alcyone”, Weor spune următoarele:
„...în anul 1974, trei astronauți care s-au rotit în jurul Pământului au raportat un tip nou de radiații sau un tip de energie necunoscută, nebănuită de știința oficială.  Evident, din 1962, în special începând cu 4 februarie din acel an, planeta pământ, și, în general, întregul sistem solar, a fost pe punctul de a intra în teribilele inele ale lui Alcyone...  Aceste inele se întind pe ani lumină; ele sunt enorme. Cu toate acestea, la un moment dat, sistemul nostru solar va intra în inelele lui Alcyone.”
În cartea sa The Pleiadian Agenda, Barbara Hand Clow (cea care pretinde că primește mesaje de la o entitate din Alcyone/Pleiade numită Satya) scrie următoarele: „benzile de fotoni sunt gogoși de lumină 7D care emană din axa verticală a centrului galactic.” Barbara continuă afirmând că „Soarele vostru este legat de Pleiade printr-o lumină în spirală care radiază în afara [sistemului] Alcyone” și că „toate stelele care se află într-o centură fotonică emit spirale care capturează alte stele.”

## Critici ale ufologilor
În 1999, astrofizicianul și ufologul Paul Alex LaViolette (n. 8 noiembrie 1947), președintele fundației Starburst (o organizatie non-profit care promovează cercetarea care se încadrează în afara vederilor științei general acceptate), a criticat afirmațiile despre centura fotonică făcute de Shirley Kemp în articolul revistei sale „And So Tomorrow” (august 1981). LaViolette a contestat afirmația lui Kemp potrivit căruia centura fotonică a fost detectată de sateliți în 1961, spunând că nicio înregistrare a sateliților privind aceste constatări nu a fost publicată niciodată și este puțin probabil că echipamentele din perioada aceea să fi fost capabile să detecteze o centură fotonică, așa cum a fost ea descrisă în articolul din revista lui Kemp. LaViolette a contestat, de asemenea, afirmațiile lui Kemp privind mișcarea centurii de fotoni și a sistemului solar în raport cu steaua Alcyone, deoarece pentru ca datele lui Kemp să fie exacte sistemul solar ar trebui să călătorească cu cca. 10% din viteza luminii, în timp ce steaua Alcyone ar trebui să fie de cca. 1 miliard de ori masa Soarelui pentru a menține o astfel o orbită.
Mai multe predicții au fost făcute cu privire la data când Pământul va intra în centura fotonică.  Până în prezent, nu au fost observate efectele trecerii printr-o centură fotonică la aceste date.  Datele furnizate până în prezent includ anii 1992, 1997, 2011 și 2012.

## Critici ale oamenilor de știință
În timp ce conceptul de centură fotonică este o parte a filosofiei New Age, unele părți ale acestei credințe pot fi analizate științific. Majoritatea oamenilor de știință afirmă că nu există dovezi științifice privind existența unei centuri fotonice de orice fel și au făcut următoarele afirmații în sprijinul acestei concluzii:
1. Un foton este un boson --una dintre particulele elementare care transportă cele patru-forțe ale fizicii-- în acest caz forța care produce lumină, adică forța electromagnetică. Pentru ca un astfel de lucru ca o "centură fotonică" să fie fizic posibil, ar necesita atracția gravitațională a unei găuri negre, cu razele de lumină aplecate în jurul găurii negre lângă orizontul de evenimente, formând astfel o sferă fotonică.[22] Doar restricționând interacțiunea cu gravitația sau materia este posibil acest fenomen, în caz contrar fotonii se propagă întotdeauna în linie dreaptă.
2. Alcyone este o stea din roiul stelar al Pleiadelor care se află la 440 de ani-lumină. Nucleul roiului are cca. 8 ani-lumină lungime. Soarele, împreună cu Pământul și întreg sistemul solar, se îndepărtează de Alcyone și nu se apropie.[12]

## În cultura (occidentală)
- Revista Nexus (numărul din aprilie/mai 1994) - Recenzie a cântecului „Five Days in a Photon Belt” de Warp Factor Nine de la casa de discuri Karmic Hit.[23]
- În vara anului 1994, Arthur J. „Art” DiFuria[24][25] (născut iulie 1967 - Este și cântăreț de muzică rock și profesor de istoria artei, în prezent predă la SCAD = Savannah College of Art and Design at Savannah, Georgia) a părăsit Lilys (o formație de rock de pe Coasta de Est care a fost formată în 1988 la Washington, D.C. și al cărei conducător era Kurt Heasley) și a format propria sa formație rock care se numește Photon Band. Câteva luni mai târziu, DiFuria a citit articolul despre în numărul din iarna anului 1993 al revistei Welcome To Planet Earth[26] (o revistă de astrologie), iar articolul l-a impresionat așa de mult încât l-a făcut să-și numească noua sa formație Photon Band. În decembrie 1994 trupa Lilys a realizat un album sub egida SpinArt denumit Eccsame the Photon Band (cu sensul de "Behold and Open the Photon Band"), un titlu care a avut intenția să aducă un omagiu fostului membru al formației Art DiFuria și noii sale trupe Photon Band.[27]
- În 1998 artistul/muzicianul australian Frankie Death[28][29] s-a însoțit cu un grup muzical numit The Photon Belt[30] (condus de un muzician cunoscut ca "Burnin" Ernie Oppenheimer) și a produs un CD cu casa de discuri Subversive Records numit Future Unseen, Soundtrack for the Film.[31]
- Tori Amos repetă fraza noi intrăm în banda fotonică în melodia sa "Zero Point"[32]